# San Jacinto (Kalifornien)
San Jacinto ist eine Stadt im Riverside County im US-Bundesstaat Kalifornien. Das U.S. Census Bureau hat bei der Volkszählung 2020 eine Einwohnerzahl von 53.898 ermittelt. Im Jahr 1870 gegründet, ist sie eine der ältesten Städte im Riverside County. Gemeinsam mit der südlichen Nachbarstadt Hemet bildet sie das San Jacinto Valley. Benannt ist San Jacinto nach dem heiligen Hyacinthus von Cäsarea.
Der Mid County Parkway soll in San Jacinto sein östliches Ende haben. Hierbei handelt es sich um eine geplante Autobahn, die San Jacinto mit Perris verbinden soll.
Ende des 19. bis Anfang des 20. Jahrhunderts entstanden viele Molkereien und Landwirtschaftsbetriebe in San Jacinto.

## Geografie
San Jacinto liegt im Westen des Riverside Countys in Kalifornien in den USA. Im Süden grenzt San Jacinto an die Stadt Hemet, mit der es das San Jacinto Valley bildet. Westlich des Stadtzentrums liegt der Stausee San Jacinto Reservoir. Er wird vom San Diego Aqueduct mit Wasser gespeist.
San Jacinto hat 44.199 Einwohner (Stand: 2010) und erstreckt sich auf eine Fläche von 67,679 km², wovon 66,605 km² Landfläche sind; die Bevölkerungsdichte beträgt somit 663,6 Einwohner pro Quadratkilometer und ist vergleichsweise niedrig. Das Zentrum von San Jacinto liegt auf einer Höhe von 477 m.

## Geschichte
Ursprünglich bewohnten Luiseño-Indianer das Land, auf dem später San Jacinto entstand. Sie bewohnten mehrere Dörfer und nannten sich selbst Payomkowishum (dt.: Menschen aus dem Westen). Während der Zeit der ersten Kontakte mit spanischen Eroberern im 16. Jahrhundert lebten sie im südkalifornischen Küstengebiet. Ihr Land reichte vom heutigen Süden des Los Angeles Countys über eine Strecke von 80 km bis in den Norden des heutigen San Diego Countys. In das Inland dehnte es sich bis zu 48 km weit aus. Seinen Namen verdankt der Indianerstamm der spanischen Missionsstation San Luis Rey de Francia, die dem heiligen Ludwig IX. von Frankreich geweiht war.
Der Anza Trail, eine der ersten europäischen Überlandrouten nach Kalifornien, führte in den 1770er Jahren durch das San Jacinto Valley. Pater der Missionsstation benannten das Tal nach dem heiligen Hyacinthus von Cäsarea (span.: San Jacinto) und gründeten hier einen Außenposten.
Im Jahr 1842 fiel das Tal in Besitz des spanischen Siedlers José Antonio Estudillo. In den 1860er Jahren verkaufte dessen Familie einige Teile ihrer Ländereien, sodass sich dort eine kleine amerikanische Siedlung bildete. 1868 baten die Anwohner um eine eigene Schule, zwei Jahre später wurden ein Postamt und ein erstes Geschäft eröffnet. Heute gilt das Jahr 1870 als Gründungsjahr von San Jacinto.
Im Jahr 1883 entstanden Pläne zur Weiterentwicklung der Gemeinde. Am 20. April 1888 wurde San Jacinto zu einer City mit eigener Verwaltung erhoben, damals noch als Teil des San Diego Countys. San Jacinto gilt somit als eine der ältesten Städte in der Region. Im selben Jahr wurde San Jacinto an das Eisenbahnnetz angeschlossen. Im Mai 1893 entstand das Riverside County durch Gebietsabtretungen des San Diego Countys und San Bernardino Countys. Seitdem ist San Jacinto dem Riverside County zugeordnet.
Laut lokalen Aufzeichnungen wurde San Jacinto bislang von zwei starken Erdbeben getroffen: Das erste an Weihnachten 1899, das zweite am 21. April 1918.
Hauptbestandteil der Wirtschaft war lange Zeit die Landwirtschaft. Einen weiteren Faktor stellte der Tourismus dar, der sich durch nahegelegene Thermalquellen entwickelte.
Am 15. Juli 1937 endete in San Jacinto der damals längste ununterbrochene Flug, als Michail Michailowitsch Gromow mit einer Tupolew ANT-25 von Moskau aus über die Arktis eine 10.078 km lange Strecke flog. Im Westen von San Jacintos Zentrum steht heute ein Denkmal, das an den Flug erinnert. Die Landestelle ist heute als California Historical Landmark Nummer 989 gelistet.

## Politik
San Jacinto ist Teil des 23. Distrikts im Senat von Kalifornien, der momentan vom Republikaner Mike Morrell vertreten wird, und des 42. Distrikts der California State Assembly, vertreten vom Republikaner Brian Nestande. Des Weiteren gehört San Jacinto Kaliforniens 36. Kongresswahlbezirk an, der einen Cook Partisan Voting Index von R+1 hat und vom Demokraten Raul Ruiz vertreten wird.

## Scientology
Nördlich von San Jacinto befindet sich Scientology Int. Base, das etwa 2,1 km² große Hauptquartier der Organisation Scientology.

## Mit San Jacinto verbundene Persönlichkeiten
- Theodosius Dobzhansky (1900–1975), Genetiker; starb in San Jacinto
- Patsy Montana (1908–1996), Countrysängerin; lebte zuletzt und starb in San Jacinto